# 巴迪亚波莱西内
巴迪亚波莱西内（義大利語：Badia Polesine）是意大利威尼托大区罗维戈省的一个市镇，人口约1万（2004年）。